# 長野県茅野高等学校
長野県茅野高等学校（ながのけん ちのこうとうがっこう）は、長野県茅野市宮川にある公立高等学校。
文化祭は「石楠花祭」と称し、その名称は校章に由来する。かつては進学校として知られていたが、現在は地元に根ざした教育を行っている。

## 沿革
- 1942年4月1日 - 永明村立長野県永明高等家政女学校として開校。
- 1943年4月1日 - 実業学校令の廃止、中等学校令の発布により長野県永明高等女学校に改称。
- 1948年4月1日 - 学制改革により、組合立長野県永明高等学校となる。普通科、被服科を設置。
- 1948年5月17日 - 定時制課程を併設。（中心校、玉川分校、豊平分校、北山分校）
- 1949年4月1日 - 県立に移管。
- 1952年9月20日 - 北山、湖東分校を合併し、花蒔分校を設置。
- 1957年3月31日 - 泉野・豊平両分校を廃止し、玉川・花蒔両分校に統合。
- 1959年4月1日 - 長野県茅野高等学校に改称。
- 1964年3月31日 - 玉川分校を中心校に統合。
- 1966年4月1日 - 花蒔分校募集停止。
- 1967年4月1日 - 被服科募集停止
- 1981年4月1日 - 定時制を廃止。
- 2003年4月1日 - コース制改編。（福祉健康、総合教養、進学）

## 学科
- 普通科
  - 進学・就職・専門学校など幅広い進路に対応。
  - 一人ひとりの将来に合わせた指導体制が整っている。

※かつては体育コースを設置し、運動部強化に力を入れていた（現在は廃止）。

## 進学実績
- 地元の大学（諏訪東京理科大学、松本大学など）や私立大学（東洋大学、神田外国語大学、武蔵野音楽大学、山梨学院大学、奈良大学など）への進学実績あり。
- 短期大学・専門学校（看護、観光、ホテル、情報系）への進学、地元企業への就職。
- 過去には国公立大学への合格者もいたが、近年は短期大学、専門学校、就職の割合が高い。

## 部活動
- 吹奏楽部：
  - 過去に東海大会出場を果たした名門。
  - 単独及び合同の部でそれぞれ県代表を果たしているが、現在は部員数も減り単独でのコンクールは参加していない年もある。
  - 現在も地域イベントなどで活動を続けている。
  - 卒業生では現在も演奏家として活躍する者もいる。
- 運動部：
  - スケート部、陸上部、野球部がかつて強豪。
  - 体育コースの設置により、多くの県大会出場者を輩出した歴史を持つ。

## 制服
- かつて森英恵デザインの制服が採用されていたことがあった。

## 教育目標
- 共に生きる力を養う。
- 夢をかなえる力を鍛える。
- 地域の理解。

## 出身者
- 行田哲夫（写真家）
- 牛山茂（声優）
- Gendy（タレント、歌手、映画プロデューサー、映画監督）

## 校章
- 「石楠花」に「高」の文字(茅野市出身の彫刻家、矢崎虎夫の考案。高山植物の「石楠花」の葉八枚をかたどり、深山幽谷に育つ「石楠花」の純潔高雅[1]を表している。1948年(昭和23年)6月10日制定[2]。

## 校歌・応援歌
- 校歌（作詞：林柳波 作曲：井上武士）

## 最寄駅
- 東日本旅客鉄道中央本線：茅野駅

## 学校周辺
- 長野県道196号神ノ原青柳停車場線
- 茅野市立宮川小学校
- 茅野市立長峰中学校
- 茅野市運動公園
- 茅野市図書館